# Rosa coziae
Rosa coziae — вид рослин з родини розових (Rosaceae); ендемік Румунії.

## Опис
Рослина має висоту 180 см і два типи колючок. Краї пелюсток мають залозисту бахрому

## Поширення
Ендемік Румунії. Вид описаний з масиву Козія.